# Lorena Herrera
Lorena Maritza Herrera de la Vega, née à Mazatlán, est une actrice et chanteuse mexicaine.

## Biographie
Lorena Herrera déménage avec sa famille à Mexico, où elle commence une carrière de mannequin, posant pour des publicités au Mexique et en Amérique du Sud. Elle remporte des concours dans cette discipline.
Au cours de sa carrière, elle pose nue en 1987 pour le magazine masculin Signore sous le pseudonyme de Bárbara Ferrat. En mars 2011, elle pose nue pour l'édition mexicaine de Playboy.
Après avoir suivi les cours de théâtre de Silvia Derbez, elle commence en 1987 une carrière d'actrice dans des films au petit budget mexicains, le plus souvent dans des rôles érotiques. Lorena Herrera rencontre le producteur Emilio Larrosa, qui est en relation avec Televisa. En 1991, il lui donne un rôle important dans la telenovela Muchachitas, qui est un énorme succès en Amérique latine.
En 1996, Lorena Herrera fait ses débuts en tant que chanteuse avec son album éponyme, qui comprend le single Soy. Deux ans plus tard, elle publie l'album Dame amor. En 2009, elle revient à la musique avec Desnúdame el alma, dont est tiré le single Ya.
En 2015, elle publie de façon indépendante le single Masoquista et se consacre à la musique dance en assumant être une icône gay.

## Filmographie (sélection)

### Cinéma
- 1987 : Los mayates atacan
- 1989 : El mil hijos
- 1991 : Maria la guerrillera
- 1993 : Amargo destino
- 1999 : El jardinero

### Séries télévisées
- 1991 : Papá soltero
- 1991 : Muchachitas
- 1993 : Entre la vida y la muerte
- 1993 : Dos mujeres, un camino
- 1994 : Hasta que la muerte los separe
- 1995 : El premio mayor
- 1997-1998 : María Isabel
- 2000 : Mi destino eres tú
- 2004 : La escuelita VIP
- 2010 : Niña de mi corazón
- 2015 : Amores con trampa
- 2019 : Un poquito tuyo

## Discographie
Albums
- 1996 : Lorena Herrera
- 1996 : Dame amor
- 2000 : Aquí Estoy
- 2004 : Sobreviviré
- 2009 : Desnúdame el alma

Singles
- 1996 : Soy
- 1996 : Los pecados de amor
- 1996 : Yo viviré
- 1998 : Desnúdame el alma
- 1998 : Dame amor
- 2004 : Abrázame (Dance Remix)
- 2009 : Ya
- 2014 : Mírame
- 2015 : Masoquista
- 2015 : Flash
- 2016 : Plastik
- 2016 : Karma
- 2017 : Freak
- 2018 : Soy La Más
- 2018 : Tócame
- 2019 : Cardio

## Source de la traduction
- (es) Cet article est partiellement ou en totalité issu de l’article de Wikipédia en espagnol intitulé « Lorena Herrera » (voir la liste des auteurs).